# Frank Erne
Frank Erne (Zurique, 8 de janeiro de 1875 - Nova Iorque, 14 de setembro de 1954) foi um pugilista suíço, que deteve o título de campeão mundial dos pesos-penas entre 1896 e 1897,  e que depois também se tornou campeão mundial dos pesos-leves entre 1899 e 1902.

## Biografia
Nascido em Zurique, Frank Erne, cujo nome verdadeiro era Erwin Erne, emigrou para os Estados Unidos, junto com sua família, quando ainda era uma criança de 7 anos de idade. Estabelecendo residência em Buffalo, Erne começou a boxear a partir de 1891, quando fez sua estreia, como prossional, aos 16 anos de idade, com uma vitória sobre Johnny Warren.
Ascendendo na categoria dos pesos-penas, entre o início de sua carreira e seu primeiro confronto contra George Dixon, ocorrido no final de 1895, Erne ainda permanecia invicto, com 16 vitórias e 6 empates no currículo. Enfrentando o então campeão mundial George Dixon, Erne lutou 20 assaltos, ao término dos quais foi declarado um empate.
Cerca de um ano mais tarde, porém, já em fins de 1896, em seu segundo duelo contra o campeão George Dixon, Erne obteve uma vitória nos pontos, o que acabou lhe conferindo o título de campeão mundial dos pesos-penas. Apesar dos protestos de Dixon, que continuou a se  proclamar como o campeão, mesmo após ser derrotado por Erne, o mundo tinha de fato um novo campeão mundial.
Todavia, o reinado de Erne não foi nada duradouro, uma vez que logo no começo de 1897, em seu terceiro combate contra George Dixon, Erne acabou sendo derrotado por Dixon, que assim havia recuperado dentro do ringue o seu antigo título mundial. Por sua vez, Erne, que já tinha pesado a cima do limite para categoria dos penas, nessa sua derrota pra Dixon, não restou outra opção senão subir de peso.
Dessa maneira, passando a lutar entre os pesos-leves, Erne obteve 3 vitórias e 2 empates, antes de seu primeiro duelo contra o campeão mundial Kid Lavigne. Ocorrido em meados de 1898, esse primeiro embate entre Lavigne e Erne terminou em um empate, o que manteve o campeão em seu lugar. No entanto, após essa primeira tentativa frustrada, Erne não repetiu o insucesso anterior e, em meados de 1899, derrotou Kid Lavigne, em uma vitória conseguida nos pontos, que o transformou em campeão mundial dos pesos-leves.
Uma vez campeão mundial dos pesos-leves, entre 1899 e 1902, Frank Erne fez três defesas bem sucedidas de seu título, dentre as quais destaca-se a sua vitória sobre Joe Gans. Não se furtando a duelar contra os melhores lutadores de seu tempo, em meados de 1900, concordou em lutar contra o terrível campeão mundial dos pesos-penas Terry McGovern. Erne conseguiu derrubar McGovern no primeiro round, porém, após sofrer três quedas no terceiro assalto, o córner de Erne jogou a toalha e McGovern venceu por nocaute técnico
Após sofrer seu primeiro nocaute na carreira, em 1901, Erne desafiou o então campeão mundial dos meios-médios Rube Ferns. Levado à lona no primeiro round, Erne depois conseguiu equilibrar o combate e infligiu um duro castigo ao rosto de Ferns. Todavia, no decorrer do nono assalto, um já ensanguentado Ferns conseguiu encaixar um duro golpe no queixo de Erne, que então foi a nocaute.
Posteriormente aos seus revéses diante de McGovern e Ferns, em princípios de 1902, Erne tentou fazer sua quarta defesa de seu título mundial dos pesos-leves, em um segundo embate contra Joe Gans. Nocauteado por Gans, em apenas um assalto, Erne acabou sendo destronado de maneira categórica de seu posto de campeão mundial.
Todavia, uma vez que Gans era um pugilista negro, em sua luta seguinte, Erne derrotou Jim Maloney e então se auto-proclamou campeão mundial branco dos pesos-leves. Meses mais tarde, porém, já em fins de 1902, Erne acabou perdendo até mesmo esse suposto título, quando foi duramente nocauteado por Jimmy Britt.
Depois desta sua derrota para Britt, Erne lutou apenas mais uma vez, em 1903, antes de resolver encerrar sua carreira. Cinco anos mais tarde, contudo, Erne estava de volta aos ringues, em um combate contra o britânico Curly Watson, valendo o título de campeão francês dos meios-médios. Realizada em Paris, essa luta terminou com uma vitória de Erne, que então se aposentou com a conquista de um título, dando assim um desfecho um pouco mais digno para sua bela carreira.
Em 2020, Frank Erne foi incluído na galeria dos melhores boxeadores de todos os tempos, que hoje estão imortalizados no International Boxing Hall of Fame.